# 강원대학교 사범대학 부설고등학교
강원대학교 사범대학 부설고등학교(江原大學校 師範大學 附設高等學校)는 대한민국 강원특별자치도 춘천시 후평동에 위치한 국립 고등학교이다.

## 학교 연혁
- 1966년 9월 22일 : 학교법인 제1학원 설립인가
- 1967년 3월 8일 : 제1중학교 개교
- 1970년 3월 6일 : 제1고등학교 개교
- 1982년 2월 20일 : 학교법인 국립고등학교로 설립 변경 인가
- 1982년 3월 1일 : 강원대학교사범대학부속고등학교로 교명 변경
- 1992년 9월 24일 : 학칙 개정(학년동 9학급, 27학급 인가)
- 2001년 3월 2일 : 강원대학교사범대학부설고등학교로 교명 변경
- 2021년 9월 1일 : 제20대 김정근 교장 취임
- 2025년 1월 3일 : 제53회 졸업식(졸업생 223명, 누계 20,763명)
- 2025년 3월 4일 : 2025학년도 입학식(입학생 241명)

## 참고 자료
- 강원대학교 사범대학 부설고등학교 - 한국교육학술정보원 학교알리미